# Music (Girugamesh-album)
A Music a Girugamesh együttes harmadik stúdióalbuma. Az album Japánban 2008. november 5-én kerül a boltokba, Európában november 7-én.

## Számok listája
1. "—Intro-"
2. "Break Down"
3. "Ultimate 4"
4. "Freaks"
5. "Angry Juice" (アングリージュース Angurī Jūsu)
6. "Evolution"
7. "—Inst.-" (Regular editions only)
8. "Puzzle" (Regular editions only)
9. "Asking Why" (Regular editions only)
10. "Dead World"
11. "Ishtar" (イシュタル Ishutaru)
12. "Enishi" (縁)
13. "Smash!!" (European edition only)
14. "Melody" (European edition only)
15. "Omae ni Sasageru Minikui Koe" (European edition only)

## Második disc (DVD)
1. "Shining Tour'08 "Shooting Summer" at Liquidroom"
2. "Shining Tour'08 Highlights"
3. "Wacken Open Air '08"
4. "Ura Girugamesh" (backstage footage)
5. "Break Down" (music video)